# Lekkoatletyka na Letnich Igrzyskach Olimpijskich 1960 – bieg na 200 m mężczyzn
Bieg na 200 metrów mężczyzn podczas XVII Letnich Igrzysk Olimpijskich w Rzymie rozegrano 2 (eliminacje i ćwierćfinały) i 3 września 1960 (półfinały i finał) na Stadio Olimpico. Zwycięzcą został reprezentant Włoch Livio Berruti, który w półfinale i finale wyrównał  rekord świata z czasem 20,5 s.

## Rekordy

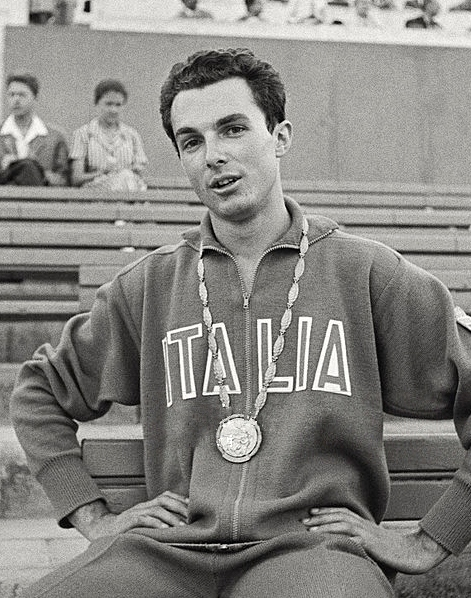
Livio Berruti

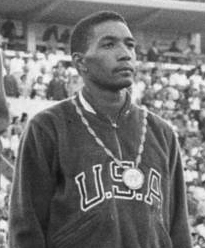
Lester Carney

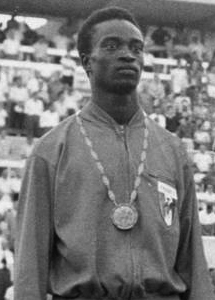
Abdoulaye Seye

|                   | Zawodnik         | Narodowość        | Czas | Data                   | Miejsce   |
| ----------------- | ---------------- | ----------------- | ---- | ---------------------- | --------- |
| Rekord świata     | Stone Johnson    | Stany Zjednoczone | 20,5 | 2 lipca 1960(dts)      | Stanford  |
| Rekord świata     | Ray Norton       | Stany Zjednoczone | 20,5 | 2 lipca 1960(dts)      | Stanford  |
| Rekord olimpijski | Bobby Joe Morrow | Stany Zjednoczone | 20,6 | 27 listopada 1956(dts) | Melbourne |

## Wyniki
| Poz. - pozycja |
| – rekord świata \| – rekord krajowy \| – rekord życiowy \| = – wyrównany rekord życiowy \| · – najlepszy wynik w sezonie \| = – wyrównany najlepszy wynik w sezonie \| – rekord olimpijski |
| Fn – falstart \| DNF – nie ukończył \| DNS – nie wystartował \| DSQ – zdyskwalifikowany |

### Eliminacje
Rozegrano dwanaście biegów eliminacyjnych. Do ćwierćfinałów awansowało po dwóch najlepszych zawodników z każdego biegu (Q) oraz trzech z najlepszymi czasami spośród pozostałych.

#### Bieg 1
| Poz. | Zawodnik          | Narodowość          | Rezultat | Uwagi |
| ---- | ----------------- | ------------------- | -------- | ----- |
| 1    | Paul Genevay      | Francja             | 21,2     | Q     |
| 2    | Wadym Archypczuk  | ZSRR                | 21,5     | Q     |
| 3    | Jimmy Omagbemi    | Protektorat Nigerii | 26,2     |       |
| –    | Enrique Figuerola | Kuba                | DNS      |       |
| –    | Abebe Hailou      | Etiopia             | DNS      |       |
| –    | Iftikhar Shah     | Pakistan            | DNS      |       |

#### Bieg 2
| Poz. | Zawodnik              | Narodowość         | Rezultat | Uwagi |
| ---- | --------------------- | ------------------ | -------- | ----- |
| 1    | Lester Carney         | Stany Zjednoczone  | 21,1     | Q     |
| 2    | David Segal           | Wielka Brytania    | 21,3     | Q     |
| 3    | Peter Laeng           | Szwajcaria         | 21,6     |       |
| 4    | Shahrudin Mohamed Ali | Federacja Malajska | 22,3     |       |
| –    | Armin Hary            | Niemcy             | DNS      |       |
| –    | Hilmar Þorbjörnsson   | Islandia           | DNS      |       |

#### Bieg 3
| Poz. | Zawodnik             | Narodowość        | Rezultat | Uwagi |
| ---- | -------------------- | ----------------- | -------- | ----- |
| 1    | Stone Johnson        | Stany Zjednoczone | 21,7     | Q     |
| 2    | Nikolaos Jeorjopulos | Grecja            | 22,0     | Q     |
| 3    | Clayton Glasgow      | Gujana Brytyjska  | 22,6     |       |
| 4    | James Roberts        | Liberia           | 23,1     |       |
| –    | Harry Jerome         | Kanada            | DNS      |       |
| –    | Suthi Manyakass      | Tajlandia         | DNS      |       |

#### Bieg 4
| Poz. | Zawodnik         | Narodowość | Rezultat | Uwagi |
| ---- | ---------------- | ---------- | -------- | ----- |
| 1    | Marcel Wendelin  | Niemcy     | 21,6     | Q     |
| 2    | Łeonid Barteniew | ZSRR       | 21,8     | Q     |
| 3    | Michael Okantey  | Ghana      | 21,8     |       |
| 4    | Santiago Plaza   | Meksyk     | 22,0     |       |
| 5    | Huang Suh-chuang | Tajwan     | 22,9     |       |
| 6    | Abdul Khaliq     | Pakistan   | 23,1     |       |

#### Bieg 5
| Poz. | Zawodnik            | Narodowość         | Rezultat | Uwagi |
| ---- | ------------------- | ------------------ | -------- | ----- |
| 1    | Peter Radford       | Wielka Brytania    | 21,1     | Q     |
| 2    | Erasmus Amukun      | Protektorat Ugandy | 21,3     | Q     |
| 3    | Csaba Csutorás      | Węgry              | 21,7     |       |
| 4    | Sitiveni Moceidreke | Fidżi              | 21,8     |       |
| 5    | Elmar Kunauer       | Austria            | 22,2     |       |
| –    | Emmanuel Putu       | Liberia            | DNS      |       |

#### Bieg 6
| Poz. | Zawodnik        | Narodowość        | Rezultat | Uwagi |
| ---- | --------------- | ----------------- | -------- | ----- |
| 1    | Ray Norton      | Stany Zjednoczone | 21,2     | Q     |
| 2    | David Jones     | Wielka Brytania   | 21,2     | Q     |
| 3    | Jurij Konowałow | ZSRR              | 21,4     | q     |
| 4    | Ramón Vega      | Portoryko         | 21,8     |       |
| 5    | Patrick Lowry   | Irlandia          | 22,1     |       |
| –    | Vilém Mandlík   | Czechosłowacja    | DNF      |       |

#### Bieg 7
| Poz. | Zawodnik           | Narodowość | Rezultat | Uwagi |
| ---- | ------------------ | ---------- | -------- | ----- |
| 1    | Livio Berruti      | Włochy     | 21,0     | Q     |
| 2    | Tom Robinson       | Bahamy     | 21,4     | Q     |
| 3    | Lloyd Murad        | Wenezuela  | 21,8     |       |
| 4    | Pentti Rekola      | Finlandia  | 22,2     |       |
| 5    | Bouchaib El-Maachi | Maroko     | 22,3     |       |
| –    | Jootje Gozal       | Indonezja  | DNS      |       |

#### Bieg 8
| Poz. | Zawodnik           | Narodowość                 | Rezultat | Uwagi |
| ---- | ------------------ | -------------------------- | -------- | ----- |
| 1    | Dennis Johnson     | Federacja Indii Zachodnich | 21,2     | Q     |
| 2    | José da Conceição  | Brazylia                   | 21,3     | Q     |
| 3    | Sebald Schnellmann | Szwajcaria                 | 21,4     | q     |
| 4    | Jean-Pierre Barra  | Belgia                     | 22,3     |       |
| 5    | Enrique Bautista   | Filipiny                   | 23,0     |       |
| 6    | Ali Yusuf Zaid     | Afganistan                 | 23,1     |       |

#### Bieg 9
| Poz. | Zawodnik           | Narodowość                 | Rezultat | Uwagi |
| ---- | ------------------ | -------------------------- | -------- | ----- |
| 1    | Abdoulaye Seye     | Francja                    | 21,1     | Q     |
| 2    | Carl Fredrik Bunæs | Norwegia                   | 21,3     | Q     |
| 3    | Clifton Bertrand   | Federacja Indii Zachodnich | 21,3     | q     |
| 4    | Amos Grodzinowsky  | Izrael                     | 21,8     |       |
| 5    | Barry Robinson     | Nowa Zelandia              | 22,2     |       |
| 6    | Lennart Jonsson    | Szwecja                    | 22,3     |       |

#### Bieg 10
| Poz. | Zawodnik          | Narodowość | Rezultat | Uwagi |
| ---- | ----------------- | ---------- | -------- | ----- |
| 1    | Marian Foik       | Polska     | 21,1     | Q     |
| 2    | Jocelyn Delecour  | Francja    | 21,3     | Q     |
| 3    | Armando Sardi     | Włochy     | 21,6     |       |
| 4    | Lynn Eves         | Kanada     | 21,9     |       |
| 5    | Michaił Byczwarow | Bułgaria   | 22,2     |       |
| 6    | Roger Bofferding  | Luksemburg | 23,2     |       |

#### Bieg 11
| Poz. | Zawodnik        | Narodowość    | Rezultat | Uwagi |
| ---- | --------------- | ------------- | -------- | ----- |
| 1    | Seraphino Antao | Kolonia Kenii | 21,3     | Q     |
| 2    | Rafael Romero   | Wenezuela     | 21,4     | Q     |
| 3    | Manfred Germar  | Niemcy        | 21,6     |       |
| 4    | Romain Poté     | Belgia        | 22,1     |       |
| 5    | Melanio Asensio | Hiszpania     | 22,3     |       |
| 6    | Aydin Onur      | Turcja        | 22,5     |       |

#### Bieg 12
| Poz. | Zawodnik           | Narodowość        | Rezultat | Uwagi |
| ---- | ------------------ | ----------------- | -------- | ----- |
| 1    | Edward Jefferys    | Południowa Afryka | 21,1     | Q     |
| 2    | Salvatore Giannone | Włochy            | 21,5     | Q     |
| 3    | Kimitada Hayase    | Japonia           | 22,3     |       |
| 4    | Falih Fahmi        | Irak              | 10,9     |       |
| 5    | Dennis Tipping     | Australia         | 22,9     |       |
| –    | Milkha Singh       | Indie             | DNS      |       |

### Ćwierćfinały
Rozegrano cztery biegi ćwierćfinałowe. Do półfinałów awansowało po trzech najlepszych zawodników z każdego biegu (Q).

#### Bieg 1
| Poz. | Zawodnik         | Narodowość                 | Rezultat | Uwagi |
| ---- | ---------------- | -------------------------- | -------- | ----- |
| 1    | Stone Johnson    | Stany Zjednoczone          | 20,9     | Q     |
| 2    | Edward Jefferys  | Południowa Afryka          | 21,1     | Q     |
| 3    | Tom Robinson     | Bahamy                     | 21,2     | Q     |
| 4    | Erasmus Amukun   | Protektorat Ugandy         | 21,3     |       |
| 5    | Jurij Konowałow  | ZSRR                       | 21,3     |       |
| 6    | Clifton Bertrand | Federacja Indii Zachodnich | 21,4     |       |
| 7    | Rafael Romero    | Wenezuela                  | 21,4     |       |

#### Bieg 2
| Poz. | Zawodnik             | Narodowość        | Rezultat | Uwagi |
| ---- | -------------------- | ----------------- | -------- | ----- |
| 1    | Abdoulaye Seye       | Francja           | 20,8     | Q     |
| 2    | Ray Norton           | Stany Zjednoczone | 21,0     | Q     |
| 3    | David Segal          | Wielka Brytania   | 21,1     | Q     |
| 4    | Seraphino Antao      | Kolonia Kenii     | 21,3     |       |
| 5    | Wadym Archypczuk     | ZSRR              | 21,5     |       |
| 6    | José da Conceição    | Brazylia          | 21,5     |       |
| 7    | Nikolaos Jeorjopulos | Grecja            | 22,0     |       |

#### Bieg 3
| Poz. | Zawodnik           | Narodowość                 | Rezultat | Uwagi |
| ---- | ------------------ | -------------------------- | -------- | ----- |
| 1    | Lester Carney      | Stany Zjednoczone          | 20,9     | Q     |
| 2    | Peter Radford      | Wielka Brytania            | 21,0     | Q     |
| 3    | Dennis Johnson     | Federacja Indii Zachodnich | 21,1     | Q     |
| 4    | Jocelyn Delecour   | Francja                    | 21,5     |       |
| 5    | Łeonid Barteniew   | ZSRR                       | 21,5     |       |
| 6    | Sebald Schnellmann | Szwajcaria                 | 21,5     |       |
| 7    | Salvatore Giannone | Włochy                     | 21,6     |       |

#### Bieg 4
| Poz. | Zawodnik           | Narodowość      | Rezultat | Uwagi |
| ---- | ------------------ | --------------- | -------- | ----- |
| 1    | Livio Berruti      | Włochy          | 20,8     | Q     |
| 2    | Marian Foik        | Polska          | 20,9     | Q     |
| 3    | Paul Genevay       | Francja         | 21,1     | Q     |
| 4    | David Jones        | Wielka Brytania | 21,2     |       |
| 5    | Carl Fredrik Bunæs | Norwegia        | 21,4     |       |
| 6    | Marcel Wendelin    | Niemcy          | 21,6     |       |

### Półfinały
Rozegrano dwa biegi półfinałowe. Do finału awansowało po trzech najlepszych zawodników z każdego biegu (Q).

#### Bieg 1
| Poz. | Zawodnik        | Narodowość        | Rezultat | Uwagi |
| ---- | --------------- | ----------------- | -------- | ----- |
| 1    | Abdoulaye Seye  | Francja           | 20,8     | Q     |
| 2    | Marian Foik     | Polska            | 21,0     | Q     |
| 3    | Lester Carney   | Stany Zjednoczone | 21,1     | Q     |
| 4    | Edward Jefferys | Południowa Afryka | 21,3     |       |
| 5    | Tom Robinson    | Bahamy            | 21,5     |       |
| –    | David Segal     | Wielka Brytania   | DSQ      |       |

#### Bieg 2
| Poz. | Zawodnik       | Narodowość                 | Rezultat | Uwagi |
| ---- | -------------- | -------------------------- | -------- | ----- |
| 1    | Livio Berruti  | Włochy                     | 20,5     | Q, =  |
| 2    | Ray Norton     | Stany Zjednoczone          | 20,7     | Q     |
| 3    | Stone Johnson  | Stany Zjednoczone          | 20,8     | Q     |
| 4    | Peter Radford  | Wielka Brytania            | 20,9     |       |
| 5    | Dennis Johnson | Federacja Indii Zachodnich | 21,0     |       |
| 6    | Paul Genevay   | Francja                    | 21,0     |       |

### Finał
| Poz. | Zawodnik       | Narodowość        | Rezultat | Uwagi |
| ---- | -------------- | ----------------- | -------- | ----- |
| 1    | Livio Berruti  | Włochy            | 20,5     | = =   |
| 2    | Lester Carney  | Stany Zjednoczone | 20,6     |       |
| 3    | Abdoulaye Seye | Francja           | 20,7     | =     |
| 4    | Marian Foik    | Polska            | 20,8     |       |
| 5    | Stone Johnson  | Stany Zjednoczone | 20,8     |       |
| 6    | Ray Norton     | Stany Zjednoczone | 20,9     |       |